# (37707) 1996 RK3
1996 RK3 (asteroide 37707) é um asteroide da cintura principal. Possui uma excentricidade de 0.20821650 e uma inclinação de 5.12585º.
Este asteroide foi descoberto no dia 15 de setembro de 1996 por Paul G. Comba em Prescott.